# Walter Thomson
Pour les articles homonymes, voir Thomson.
Walter Cunningham Thomson (21 décembre 1895-27 avril 1964) est un homme politique canadien de l'Ontario. Il est député fédéral libéral de la circonscription ontarienne d'Ontario de 1949 à 1951.

## Biographie
Né dans le comté de Hastings en Ontario, Thomson termine en quatrième et dernière position lors de la course à la direction du Parti libéral de l'Ontario (PLO) de 1943.
Il entre en politique fédérale en 1949. En 1950, il démissionne pour se présenter en politique provinciale lors de la course à la direction pour élire le chef du PLO et défait le progressiste Harry Cassidy (en). Après une défaite aux élections de 1951 et en raison de la désorganisation du parti, il est remplacé par Farquhar Oliver en 1954